# Édith Piaf
Édith Piaf is het pseudoniem van Édith Giovanna Gassion (Parijs, 19 december 1915 – Grasse, 10 oktober 1963), die als Franse zangeres wereldwijde bekendheid kreeg. 'Piaf' is informeel Frans voor 'mus'. Zij zong chansons, waarvan de bekendste zijn: La Vie en rose, Non, je ne regrette rien, Hymne à l'amour en Milord (geschreven door Georges Moustaki).

## Levensloop en carrière
Piaf werd in Parijs geboren als dochter van een kroegzangeres en een acrobaat. Ze werd opgevoed door haar grootmoeder, die in Normandië een bordeel uitbaatte en uit Marokko afkomstig was. Haar debuut als zangeres maakte zij rond haar vijftiende als straatzangeres. Toen Piaf 17 jaar was, kreeg ze een dochter (Marcelle), verwekt door Louis Dupont, een Parijse koerier op wie zij verliefd geworden was. Het kind overleed op tweejarige leeftijd aan een hersenvliesontsteking.
Zij werd op twintigjarige leeftijd als zangeres ontdekt door de eigenaar van het Parijse Cirque Médrano. In 1936 trad zij voor het eerst op in dat theater. Piaf was bij publieke optredens erg nerveus. Nachtclubeigenaar Louis Leplée moedigde haar aan desondanks door te gaan en gaf haar de bijnaam La Môme Piaf (De kleine mus). Leplée werd korte tijd later vermoord. Piaf werd verdacht van medeplichtigheid, maar ze werd vrijgesproken.
De zangeres raakte bevriend met verscheidene beroemdheden, zoals de zanger Maurice Chevalier en de dichter Jacques Borgeat. In 1940 schreef Jean Cocteau voor haar het toneelspel Le Bel Indifférent.
Tijdens de Duitse bezetting in de Tweede Wereldoorlog schreef Piaf haar befaamde lied La vie en rose. Zij was toen zowel bij de Duitse bezetters als onder de Franse bevolking een geliefde zangeres. Na de oorlog trad ze overal in Europa op en breidde haar roem zich buiten Frankrijk uit. Haar tragische leven wordt weerspiegeld in haar muziek, met als specialiteit de met hartverscheurende stem voorgedragen scherpe ballade.
De bokser Marcel Cerdan was dé liefde van Piaf. Cerdan was gehuwd en had drie kinderen. Piaf was zijn maîtresse. In 1949 overleed Cerdan door een vliegtuigongeluk. Piaf kwam haar verdriet moeilijk te boven. Toch huwde zij daarna nog tweemaal. Van 1952 tot 1956 was zij getrouwd met de zanger Jacques Pills en in 1962 trouwde ze met Theophanis Lamboukas (bekend als Théo Sarapo), een 20 jaar jongere zanger en acteur. Lamboukas werd ervan verdacht enkel met Édith getrouwd te zijn om haar roem en geld. Zij eiste publiekelijk haar recht op om hem lief te hebben en zong Le droit d'aimer voor haar geliefde.
Piaf raakte in haar leven betrokken bij meerdere auto-ongevallen. Ze had daarnaast een alcohol- en morfineverslaving en moest medicatie nemen voor reumatoïde artritis.
Het Parijse Olympia is de plaats waar Édith Piaf bekendheid verwierf en waar zij een paar maanden voor haar dood een gedenkwaardig concert gaf.
Aan het eind van haar leven had ze enkele van haar grootste muzikale successen, waaronder het chanson Non, je ne regrette rien. Op 7 april 1963 nam zij voor het laatst een lied op: L'homme de Berlin. Het werd pas jaren na haar dood uitgebracht.

### Overlijden

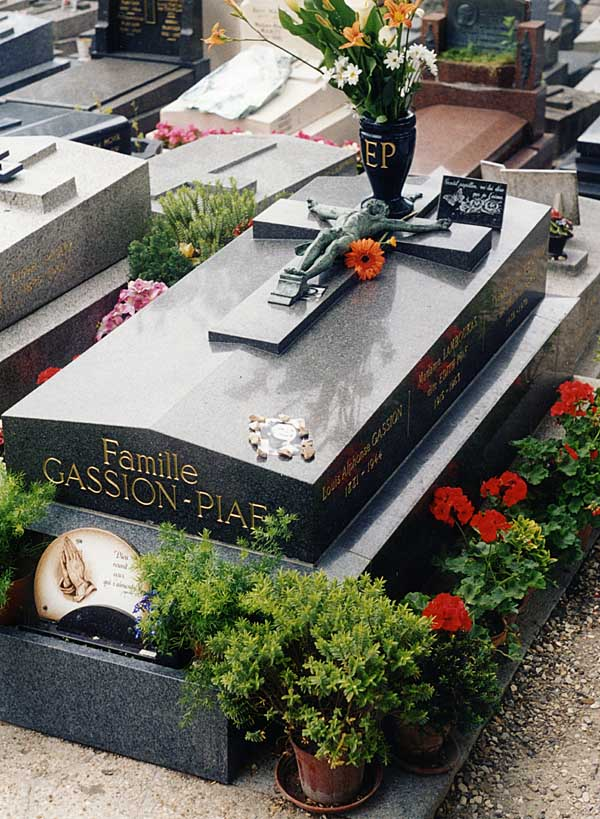
Graf van Édith Piaf

Piaf overleed op 10 oktober 1963 op 47-jarige leeftijd aan een inwendige bloeding in Plascassier (gemeente Grasse), departement Alpes-Maritimes. Haar lichaam werd per ambulance naar haar huis in Parijs overgebracht, waar het voor het publiek werd opgebaard. Jean Cocteau, haar grote vriend, werd binnen enkele uren na het horen van het nieuws over haar dood door een hartaanval getroffen en overleed ook. Naar verluidt zou hij hebben gezegd: Ik ben ongeneeslijk ziek, dat is erg; Piaf is dood, dat is erger. Ze werd begraven op de begraafplaats Père-Lachaise in Parijs. Haar begrafenis trok honderdduizenden belangstellenden en de plechtigheid bij de begraafplaats werd overspoeld door meer dan veertigduizend bewonderaars. Charles Aznavour, die de start van zijn carrière aan Piaf te danken had – ze ging met hem op reis in Frankrijk en de Verenigde Staten – herinnerde eraan dat de begrafenis van Piaf het enige moment na de Tweede Wereldoorlog was waarop het verkeer in Parijs stil lag.
Bij de openingsceremonie van de Olympische Zomerspelen in Parijs in 2024 zong Céline Dion het chanson "Hymne A L'Amour" van Édith Piaf.

## Betekenis
Vandaag de dag wordt zij herinnerd en gerespecteerd als een van de grootste zangeressen die Frankrijk ooit heeft gehad. Haar leven had echter verschillende kanten: haar beroemdheid contrasteerde scherp met haar droevige persoonlijke leven.

## Museum
Aan Piaf is in Frankrijk een museum gewijd: Musée Édith Piaf aan 5, rue Crespin du Gast, 75011, Parijs.

## Films
Er zijn diverse films en documentaires over haar leven gemaakt, waaronder La Vie en Rose/La Môme (2007) van Olivier Dahan, met Marion Cotillard en Gérard Depardieu als hoofdrolspelers.
In de in 2010 uitgebrachte Amerikaans/Britse speelfilm Inception speelt Piafs lied Non, je ne regrette rien een grote rol.

## NPO Radio 2 Top 2000
| Nummers met noteringen in de NPO Radio 2 Top 2000 | '99 | '00  | '01  | '02  | '03  | '04  | '05  | '06  | '07 | '08  | '09 | '10  | '11 | '12 | '13 | '14 | '15 | '16 | '17 | '18 | '19 | '20 | '21 | '22 | '23 | '24 |
| ------------------------------------------------- | --- | ---- | ---- | ---- | ---- | ---- | ---- | ---- | --- | ---- | --- | ---- | --- | --- | --- | --- | --- | --- | --- | --- | --- | --- | --- | --- | --- | --- |
| Milord                                            | 859 | 1339 | 1404 | 1859 | 1173 | 1549 | 1448 | 1489 | 944 | 1254 | -   | 1775 | -   | -   | -   | -   | -   | -   | -   | -   | -   | -   | -   | -   | -   | -   |
| Non, je ne regrette rien                          | 106 | 234  | 403  | 507  | 312  | 313  | 309  | 236  | 158 | 224  | 277 | 328  | 263 | 413 | 363 | 427 | 460 | 622 | 582 | 577 | 813 | 858 | 372 | 483 | 560 | 736 |

1. ↑  Een '-' betekent dat het nummer niet was genoteerd en een vetgedrukt getal geeft de hoogste notering van een nummer aan.

## Muziek
- 1925
  - Comme un moineau
- 1933
  - Entre Saint-Ouen et Clignancourt
- 1934
  - L'Étranger
- 1935
  - Mon apéro
  - La Java de Cézigue
  - Fais-moi valser
- 1936
  - Les mômes de la clôche
  - J'suis mordue
  - Mon légionnaire
  - Le contrebandier
  - La fille et le chien
  - La Julie jolie
  - Va danser
  - Chand d'habits
  - Reste
  - Les hiboux
  - Quand même (uit de film La Garçonne)
  - La petite boutique
  - Y'avait du soleil
  - Il n'est pas distingué
  - Les deux ménétriers
  - Mon amant de la coloniale
  - C'est toi le plus fort
  - Le fanion de la légion
  - J'entends la sirène
  - Ding, din, dong
  - Madeleine qu'avait du cœur
  - Les marins ça fait des voyages
  - Simple comme bonjour
  - Le mauvais matelot
  - Celui qui ne savait pas pleurer
- 1937
  - Le grand voyage du pauvre nègre
  - Un jeune homme chantait
  - Tout fout le camp
  - Ne m'écris pas
  - Partance (met Raymond Asso)
  - Dans un bouge du vieux port
  - Mon cœur est au coin d'une rue
- 1938
  - С'est lui que mon cœur a choisi
  - Paris-Méditerranée
  - La Java en mineur
  - Browning
  - Le Chacal
  - Corrèqu'et réguyer
- 1939
  - Y'en a un de trop
  - Elle fréquentait la Rue Pigalle
  - Le petit monsieur Triste
  - Les deux copains
  - Je n'en connais pas la fin
- 1940
  - Embrasse-moi
  - On danse sur ma chanson
  - Sur une colline
  - C'est la moindre des choses
  - Escale
  - La fille de joie est triste (L'Accordéoniste)
- 1941
  - Où sont-ils, mes petits copains?
  - C'était un jour de fête
  - C'est un monsieur très distingué
  - J'ai dansé avec l'amour (uit de film Montmartre-sur-Seine)
  - Tu es partout (uit de film Montmartre-sur-Seine)
  - L'Homme des bars
  - Le vagabond
- 1942
  - Jimmy, c'est lui
  - Un coin tout bleu (uit de film Montmartre-sur-Seine)
  - Sans y penser
  - Un monsieur me suit dans la rue
- 1943
  - J'ai qu'à l'regarder...
  - Le chasseur de l'hôtel
  - C'était une histoire d'amour
  - Le brun et le blond
  - Monsieur Saint-Pierre
  - Coup de grisou
  - De l'autre côté de la rue
  - La demoiselle du cinqième
- 1944
  - Les deux rengaines
  - Y'a pas d'printemps
  - Les histoires de coeur
  - C'est toujours la même histoire
- 1945
  - Le disque usé
  - Elle a...
  - Regarde-moi toujours comme ça
  - Les gars qui marchaient
  - Il riait
  - Monsieur Ernest a réussi
- 1946
  - La vie en rose
  - Les trois cloches (met Les Compagnons de la chanson)
  - Dans ma rue
  - J'm'en fous pas mal
  - C'est merveilleux (uit de film Étoile sans lumière)
  - Adieu mon cœur
  - Le chant du pirate
  - Céline (met Les Compagnons de la Chanson)
  - Le petit homme
  - Le roi a fait battre tambour (met Les Compagnons de la Chanson)
  - Dans les prisons de Nantes (met Les Compagnons de la Chanson)
  - Mariage
  - Un refrain courait dans la rue
  - Miss Otis regrets
- 1947
  - C'est pour ça (uit de film Neuf garçons, un cœur)
  - Qu'as-tu fait John?
  - Sophie (uit de film Neuf garçons, un cœur)
  - Le geste
  - Si tu partais
  - Une chanson à trois temps
  - Un homme comme les autres
  - Les cloches sonnent
  - Johnny Fedora et Alice blue bonnet
  - Le rideau tombe avant la fin
  - Elle avait son sourire
- 1948
  - Monsieur Lenoble
  - Les amants de Paris
  - Il a chanté
  - Les vieux bateaux
  - Il pleut
  - Cousu de fil blanc
  - Amour du mois de mai
  - Monsieur X
- 1949
  - Bal dans ma rue
  - Pour moi tout' seule
  - Pleure pas
  - Le prisonnier de la tour (Si le roi savait ça Isabelle)
  - L'Orgue des amoureux
  - Dany
  - Paris (uit de film L'Homme aux Mains d'Argile)
  - Hymne à l'amour
- 1950
  - Hymne à l'amour
  - Le chevalier de Paris
  - Il fait bon t'aimer
  - La p'tite Marie
  - Tous les amoureux chantent
  - Il y avait
  - C'est d'la faute à tes yeux
  - C'est un gars
- Hymn to Love
- Autumn Leaves
- The Three Bells
  - Le ciel est fermé
  - La fête continue
- Simply a Waltz
  - La vie en rose (Engelse versie)
- 1951
  - Padam... Padam...
  - Avant l'heure
  - L'Homme que j'aimerai
  - Du matin jusqu'au soir
  - Demain (Il fera jour)
  - C'est toi (met Eddie Constantine)
  - Rien de rien[2]
  - Si, si, si, si (met Eddie Constantine)
  - À l'enseigne de la fille sans cœur
  - Télégramme
  - Une enfant
  - Plus bleu que tes yeux
  - Le noël de la rue
  - La valse de l'amour
  - La rue aux chansons
- Jezebel
  - Chante-moi (met M. Jiteau)
  - Chanson de Catherine
  - Chanson bleue
  - Je hais les dimanches
- 1952
  - Au bal de la chance
  - Elle a dit
  - Notre-Dame de Paris
  - Mon ami m'a donné
  - Je t'ai dans la peau (uit de film Boum sur Paris)
  - Monsieur et madame
  - Ça gueule ça, madame (met Jacques Pills) (uit de film Boum sur Paris)
- 1953
  - Bravo pour le clown
  - Sœur Anne
  - N'y va pas Manuel
  - Les amants de Venise
  - L'effet qu'tu m'fais
  - Johnny, tu n'es pas un ange
  - Jean et Martine
  - Et moi...
  - Pour qu'elle soit jolie ma chanson (met Jacques Pills) (uit de film Boum sur Paris)
  - Les croix
  - Le bel indifférent
  - Heureuse
- 1954
  - La goualante du pauvre Jean (eigenlijk La goualante des pauvres gens)
  - Enfin le printemps
  - Retour
  - Mea culpa
  - Le "ça ira" (uit de film Si Versailles m'était conté)
  - Avec ce soleil
  - L'Homme au piano
  - Sérénade du pavé (uit de film French Cancan)
  - Sous le ciel de Paris
- 1955
  - L'accordéoniste
  - Un grand amour qui s'achève
  - Miséricorde
  - C'est à Hambourg
  - Légende
  - Le chemin des Forains
- 1956
  - Heaven Have Mercy
  - One Little Man
  -  'Cause I Love You
  - Chante-moi (English)
  - Don't Cry
  - I Shouldn't Care
  - My Lost Melody
  - Avant nous
  - Et pourtant
  - Marie la française
  - Les amants d'un jour
  - L'Homme à la moto
  - Soudain une vallée
  - Une dame
  - Toi qui sais
- 1957
  - La foule
  - Les prisons du roy
  - Opinion publique
  - Salle d'attente
  - Les grognards
  - Comme moi
- 1958
  - C'est un homme terrible
  - Je me souviens d'une chanson
  - Je sais comment
  - Tatave
  - Les orgues de barbarie
  - Eden blues
  - Le gitan et la fille
  - Fais comme si
  - Le ballet des cœurs
  - Les amants de demain
  - Les neiges de Finlande
  - Tant qu'il y aura des jours
  - Un étranger
  - Mon manège à moi
- 1959
  - Milord
  - T'es beau, tu sais
- 1960
  - Non, je ne regrette rien
  - La vie, l'amour
  - Rue de Siam
  - Jean l'espagnol
  - La belle histoire d'amour
  - La ville inconnue
  - Non, la vie n'est pas triste
  - Kiosque à journaux
  - Le métro de Paris
  - Cri du cœur
  - Les blouses blanches
  - Les flons-flons du bal
  - Les mots d'amour
  - T'es l'homme qu'il me faut
  - Mon Dieu
  - Boulevard du crime
  - C'est l'amour
  - Des histoires
  - Ouragan
  - Je suis à toi
  - Les amants merveilleux
  - Je m'imagine
  - Jérusalem
  - Le vieux piano
- 1961
  - C'est peut-être ça
  - Les bleuets d'azur
  - Quand tu dors
  - Mon vieux Lucien
  - Le dénicheur
  - J'n'attends plus rien
  - J'en ai passé des nuits
  - Exodus
  - Faut pas qu'il se figure
  - Les amants (met Charles Dumont)
- No Regrets
  - Le billard électrique
  - Marie-trottoir
  - Qu'il était triste cet anglais
  - Toujours aimer
  - Mon Dieu (Engelse versie)
  - Le bruit des villes
  - Dans leur baiser
- 1962
  - À quoi ça sert l'amour?
  - Le droit d'aimer
  - À quoi ça sert l'amour? (met Théo Sarapo)
  - Fallait-il
  - Une valse
  - Inconnu excepte de Dieu (met Charles Dumont)
  - Quatorze juillet
  - Les amants de Teruel (met Mikis Theodorakis/Jacques Plante)
  - Roulez tambours
  - Musique à tout va
  - Le rendez-vous
  - Toi, tu l'entends pas!
  - Carmen's Story
  - On cherche un auguste
  - Ça fait drôle
  - Emporte-moi
  - Polichinelle
  - Le/Un petit brouillard
  - Le diable de la Bastille
  - Elle chantait (met Théo Sarapo)
- 1963
  - C'était pas moi
  - Le chant d'amour
  - Tiens, v'là un marin
  - J'en ai tant vu
  - Traqué
  - Les gens
  - Margot cœur gros
  - Monsieur incognito
  - Un dimanche à Londres
  - L'Homme de Berlin (haar laatste nummer)